# 語尾
語尾（ごび）とは、形態論で活用する語の変化する部分を指す。これに対して変化しない部分は語幹という。語幹が語尾と結びつき、派生語幹となってさらに語尾を取るものがある。語尾に実質的な意味はなく、文法的な意味を表している。語尾は名詞、動詞、形容詞等違う品詞から文法化したものが多い。語尾を伴わずに語幹だけでも用いられる場合には、語尾は接尾辞と見ることもできる。
また、日常の語として語尾と言った場合、単に「台詞の終わり」「言葉尻」のことを意味する場合もある。これは上記のような文法上の定義と概ね重なるが、必ずしも一致しない。
単純に語の末尾に在る音、文字等を指す場合は、語末のほうが正確である。

## 日本語の語尾
日本語に於いて動詞・形容詞・形容動詞・コピュラに活用がある。動詞には語幹が子音で終わるものと母音で終わる二種類がある。学校文法では、子音語幹動詞を五段動詞、母音語幹動詞を一段動詞と呼び、語尾のうち派生語幹をつくる（活用する）ものは助動詞、それだけで完結する語尾は助詞と呼ぶ。日本語は語尾を複数くっつけることによって統語的な構文をつくりあげている。
以下、動詞につく代表的な語尾をあげる。
| 形態論       | 学校文法         | 学校文法    | 文法的意味                     |
| ------------ | ---------------- | ----------- | ------------------------------ |
| -（a）na-    | 未然形           | ない        | 否定                           |
| -（a）n      |                  |             | 否定                           |
| -（i）       | 連用形           | ø           | 複合語を作る/先行条件          |
| -（i）mas-   | 連用形           | ます        | 丁寧                           |
| -（i）nagara | 連用形           | ながら      | 並行動作                       |
| -（i）ni     | 連用形           | に          | 動詞修飾                       |
| -（i）ta-    | 連用形           | たい        | 希望                           |
| -（r）are-   | 未然形           | れる/られる | 受身・尊敬・自発・可能         |
| -（s）ase-   | 未然形           | せる/させる | 使役                           |
| -（y）o:     | 未然形           | う/よう     | 意志/勧誘                      |
| -（r）u      | 終止形（連体形） | ø/る        | 肯定/非過去/名詞修飾（非過去） |
| -（r）eba    | 仮定形           | ば/れば     | 仮定                           |
| -e/-ro       | 命令形           | ø/ろ        | 命令                           |
| -e-          |                  |             | 可能                           |
| -ta          | 連用形           | た          | 肯定/過去/名詞修飾（過去）     |
| -tara        | 連用形           | たら        | 仮定                           |
| -tari        | 連用形           | たり        | 例示                           |
| -te          | 連用形           | て          | 補助動詞を導く/先行条件        |

## キャラ語尾
小説や戯曲、漫画やアニメといった創作の中においては、例えば老人が一人称に「わし」、語尾（文法上の語尾ではなく言葉尻）に「〜じゃ」というような特有の言葉を用いることがある。性別・年代・職業等による言葉遣いの違いは一般に位相語と呼ばれるが、創作中のこれらの言葉遣いは実際に老人が用いているわけではなく、受け手の理解を助けるための便宜的なものである。金水敏はこれを役割語と名付け、さらにその中でも特定の登場キャラクターが用いる特徴的な語尾、例えば多くの中国系キャラクターの「〜あるよ」（これは横浜の外国人居留地で使われた「横浜ダイアレクト」と呼ばれるピジン日本語に由来する）、『キテレツ大百科』に登場するコロ助の「ナリ」、『うる星やつら』に登場するラムの「だっちゃ」、ファイナルファンタジーシリーズのモーグリが用いる「クポ」などをキャラ語尾と名付けた。キャラ語尾は、作品中のキャラクターを簡単に特徴づけられ、またキャラクターが人外（宇宙人、ロボット等）である場合に「それらしい（日本語の）話し方」を簡単に作り出すことができることから、特に子供向けの漫画等に多用される傾向にある（金水2003）。